# Király!
A Király! (eredeti cím: Your Highness)  2011-ben bemutatott amerikai stoner filmvígjáték, melyet David Gordon Green rendezett. A főbb szerepekben Danny McBride, James Franco, Natalie Portman, Zooey Deschanel és Justin Theroux látható.
Az Amerikai Egyesült Államokban 2011. április 8-án bemutatott film negatív kritikákat kapott és bevételi szempontból is alulteljesített.

## Cselekmény
Reneszánsz. Az áruló varázsló Leezar elrabolja Belladonnát, aki a hős Fabius herceg jegyese. Fabius úgy dönt, hogy mentőakcióra indul, és a király megparancsolja, hogy a lusta Thadeous herceg, Fabius öccse is csatlakozzon az expedícióhoz.
A két lovagot megtámadják a megölésükre törő kétszínű lovagok, de sikerül elmenekülniük.
Miután belépnek az erdőbe, kannibálok fogják el őket. Le kell győzniük egy ötfejű szörnyeteget, amelynek a kannibál főnök parancsol.
Nehéz helyzetbe kerülnek, és már majdnem felfalja őket a szörny, mígnem egy harcos, Isabel érkezik a helyszínre, és megöli a szörnyeteget.
Miután megmenekültek a kannibálok elől, négyen megállnak aludni az erdőben, akkor Isabel észrevétlenül ellopja Thadeous iránytűjét. A három kétségbeesett férfi a piactérre megy, ahol Thadeous és Courtney megtalálja Isabelt és visszaszerzi az iránytűt; de szerencsétlenségükre Fabiust elrabolják az áruló lovagok, akik elől a történet elején elmenekültek.
Ezután Isabel ismét csatlakozik hozzájuk, aki ismét megszerzi az iránytűt, és segít nekik megtalálni a mágikus Egyszarvú Pengét, az egyetlen kardot, amely képes megölni Leezart.
Ezután hárman bemennek a labirintusba, ahol Thadeous megtalálja a varázskardot, és megöli vele a minótauroszt, aki Isabelre és Courtneyra támadt.
Thadeous, Isabel és Courtney Fabiust keresi. Megérkeznek arra a helyre, ahol fogva tartják, és kiszabadítják.
Miután visszaszerezték fegyvereiket, élet-halál harcba bocsátkoznak: Fabious az egyik áruló lovag, Boremont ellen harcol, és úgy öli meg, hogy levágja a karját és átszúrja az intim testrészeit; Thadeous megpróbálja kiszabadítani Belladonnát; Isabel a Leezarral szövetséges három boszorkány ellen harcol, akiket a harc végén megöl; Courtney először megöli Julie-t, az áruló segédjét, majd később Thadeousszal együtt megpróbálja kiszabadítani Belladonnát. Végül már csak Leezar marad, és egy rövid dulakodás után Leezar és Fabius között az utóbbi megöli őt, átdöfve az Egyszarvú Pengével.
Hazamennek, és ott Thadeous megtalálja Isabelt, aki alig várja, hogy szexelhessen vele; sajnos nem tehetik, mert egy gonosz boszorkány erényövet tett Isabelre valamikor régen, és csak a boszorkány megölésével szakad el az öv; ezért Thadeous elhatározza, hogy elmegy és megöli a boszorkányt.

## Szereplők
| Színész                | Szerep                                             | Magyar hang     |
| ---------------------- | -------------------------------------------------- | --------------- |
| Danny McBride          | Thadeous, lusta, arrogáns herceg                   | Anger Zsolt     |
| James Franco           | Fabious, Thadeous testvére                         | Dévai Balázs    |
| Natalie Portman        | Isabel, harcos hercegnő, Thadeous szerelme         | Zsigmond Tamara |
| Zooey Deschanel        | Belladonna, Fabious szűz menyasszonya              | Németh Borbála  |
| Justin Theroux         | Leezar, gonosz varázsló, aki elrabolja Belladonnát | Welker Gábor    |
| Toby Jones             | Julie                                              | Elek Ferenc     |
| Damian Lewis           | Boremont                                           | Fenyő Iván      |
| Rasmus Hardiker        | Courtney                                           | Hamvas Dániel   |
| Caroline Grace-Cassidy | szolgálólány                                       |                 |
| Simon Farnaby          | Manious, a merész                                  | Makranczi Zalán |
| Deobia Oparei          | Thundarian                                         | Törköly Levente |
| Charles Dance          | Tallious király                                    | Rosta Sándor    |
| John Fricker           | Marteetee                                          | Hajdu Steve     |
| Charles Shaughnessy    | mesélő                                             | Galambos Péter  |
| Charles Shaughnessy    | A labirintus lelke                                 | Szélyes Imre    |

## Fogadtatás

### Bevételi adatok
Az 50 millió dolláros költségvetésből készült film az észak-amerikai kontinensen 21 596 445, a többi országban pedig 6 417 288 dollár bevételt termelt. Összbevétele így kb. 28 millió dollár lett, ezért a készítők számára anyagi bukásnak bizonyult.

### Kritikai visszhang
A Rotten Tomatoes weboldalon 184 kritika összegzése után 27%-on áll. Az oldal szöveges értékelése szerint: „A magas költségvetés és a jelmezek trágár poénokhoz felhasználva papíron talán viccesnek tűnnek. De a kivitelezés egy erősen egyhangú katyvasz lett, mely csak esetenként nevettet meg”.

## Fordítás
- Ez a szócikk részben vagy egészben  a   Your Highness című angol Wikipédia-szócikk fordításán alapul.  Az eredeti cikk szerkesztőit annak laptörténete sorolja fel. Ez a jelzés csupán a megfogalmazás eredetét és a szerzői jogokat jelzi, nem szolgál a cikkben szereplő információk forrásmegjelöléseként.